# Campionato europeo maschile di pallacanestro 1977
Il 20º Campionato Europeo Maschile di Pallacanestro FIBA (noto anche come FIBA EuroBasket 1977) si tenne dal 15 al 24 settembre 1977 in Belgio.

## Partecipanti
Parteciparono dodici nazionali divise in due gruppi da sei squadre.
| Gruppo A                                                             | Gruppo B                                                                  |
| -------------------------------------------------------------------- | ------------------------------------------------------------------------- |
| - Bulgaria - Francia - Israele - Italia - Austria - Unione Sovietica | - Belgio - Finlandia - Jugoslavia - Paesi Bassi - Spagna - Cecoslovacchia |

## Sedi delle partite
| Gruppo   | Città   | Impianto           | Impianto | Capienza |
| -------- | ------- | ------------------ | -------- | -------- |
| Gruppo A | Liegi   | Country Hall Liège |          | 5.000    |
| Gruppo B | Ostenda | Sportcentrum       |          | 2.000    |

## Prima fase
La vincente di ogni gara si aggiudica due punti, la perdente uno. Le prime due accedono alle semifinali, la terza e la quarta alle semifinali per i posti dal quinto all'ottavo e le ultime due si disputano i posti dal nono al dodicesimo.

### Gruppo A - Liegi
| Squadra             | V-P | Pf-Ps   | Pts | Dif  |
| ------------------- | --- | ------- | --- | ---- |
| 1. Italia           | 5-0 | 428-370 | 10  | +58  |
| 2. Unione Sovietica | 4-1 | 523-395 | 9   | +128 |
| 3. Bulgaria         | 3-2 | 444-464 | 8   | -20  |
| 4. Israele          | 2-3 | 427-438 | 7   | -11  |
| 5. Francia          | 1-4 | 377-449 | 6   | -72  |
| 6. Austria          | 0-5 | 384-467 | 5   | -83  |

| Gara | Team 1           | Team 2           | 1.T.  | 2.T.  | Supp. | Finale |
| ---- | ---------------- | ---------------- | ----- | ----- | ----- | ------ |
| A1   | Unione Sovietica | Austria          | 46:28 | 55:33 | –     | 101:61 |
| A2   | Bulgaria         | Israele          | 42:40 | 46:46 | –     | 88:86  |
| A3   | Italia           | Francia          | 35:24 | 35:35 | –     | 70:59  |
| A4   | Bulgaria         | Unione Sovietica | 44:63 | 52:54 | –     | 96:117 |
| A5   | Francia          | Austria          | 39:40 | 47:41 | –     | 86:81  |
| A6   | Italia           | Israele          | 37:32 | 41:41 | –     | 78:73  |
| A7   | Francia          | Bulgaria         | 33:51 | 43:36 | –     | 76:87  |
| A8   | Italia           | Austria          | 41:37 | 44:33 | –     | 85:70  |
| A9   | Israele          | Unione Sovietica | 38:61 | 31:42 | –     | 69:103 |
| A10  | Austria          | Israele          | 42:47 | 45:56 | –     | 87:103 |
| A11  | Italia           | Bulgaria         | 46:40 | 54:41 | –     | 100:81 |
| A12  | Unione Sovietica | Francia          | 62:35 | 53:39 | –     | 115:74 |
| A13  | Austria          | Bulgaria         | 37:51 | 48:41 | –     | 85:92  |
| A14  | Israele          | Francia          | 45:34 | 51:48 | –     | 96:82  |
| A15  | Italia           | Unione Sovietica | 52:50 | 43:37 | –     | 95:87  |

### Gruppo B - Ostenda
| Squadra           | V-P | Pf-Ps   | Pts | Dif |
| ----------------- | --- | ------- | --- | --- |
| 1. Cecoslovacchia | 5-0 | 441-392 | 10  | +49 |
| 2. Jugoslavia     | 4-1 | 492-425 | 9   | +67 |
| 3. Belgio         | 2-3 | 451-456 | 7   | -5  |
| 4. Paesi Bassi    | 2-3 | 435-470 | 7   | -35 |
| 5. Spagna         | 2-3 | 420-437 | 7   | -17 |
| 6. Finlandia      | 0-5 | 408-467 | 5   | -59 |

| Gara | Team 1         | Team 2         | 1.T.  | 2.T.  | Supp.       | Finale  |
| ---- | -------------- | -------------- | ----- | ----- | ----------- | ------- |
| B1   | Paesi Bassi    | Cecoslovacchia | 36:44 | 37:46 | –           | 73:90   |
| B2   | Belgio         | Finlandia      | 45:39 | 36:42 | 13:13, 13:4 | 107:98  |
| B3   | Spagna         | Jugoslavia     | 27:46 | 49:33 | –           | 76:79   |
| B4   | Finlandia      | Jugoslavia     | 35:41 | 45:47 | –           | 80:88   |
| B5   | Paesi Bassi    | Spagna         | 59:34 | 55:61 | –           | 114:95  |
| B6   | Belgio         | Cecoslovacchia | 27:30 | 34:37 | –           | 61:67   |
| B7   | Finlandia      | Paesi Bassi    | 40:46 | 27:41 | –           | 67:87   |
| B8   | Cecoslovacchia | Spagna         | 36:37 | 37:33 | –           | 73:70   |
| B9   | Belgio         | Jugoslavia     | 43:45 | 40:66 | –           | 83:111  |
| B10  | Cecoslovacchia | Finlandia      | 49:36 | 51:49 | –           | 100:85  |
| B11  | Jugoslavia     | Paesi Bassi    | 48:33 | 63:42 | –           | 111:75  |
| B12  | Belgio         | Spagna         | 49:41 | 44:53 | –           | 93:94   |
| B13  | Spagna         | Finlandia      | 46:44 | 39:34 | –           | 85:78   |
| B14  | Jugoslavia     | Cecoslovacchia | 48:55 | 55:56 | –           | 103:111 |
| B15  | Belgio         | Paesi Bassi    | 52:59 | 55:27 | –           | 107:86  |

## Fase finale

### Torneo primo posto
|  | Semifinali       | Semifinali       | Semifinali       |                  |            | Primo posto    | Primo posto    | Primo posto |  |
|  |                  |                  |                  |                  |            |                |                |             |  |
|  | Italia           | Italia           | 69               |                  |            |                |                |             |  |
|  | Italia           | Italia           | 69               |                  |            |                |                |             |  |
|  | Jugoslavia       | Jugoslavia       | 88               |                  |            |                |                |             |  |
|  | Jugoslavia       | Jugoslavia       | 88               |                  | Jugoslavia | Jugoslavia     | 74             |             |  |
|  |                  |                  |                  |                  | Jugoslavia | Jugoslavia     | 74             |             |  |
|  |                  |                  | Unione Sovietica | Unione Sovietica | 61         |                |                |             |  |
|  | Unione Sovietica | Unione Sovietica | Unione Sovietica | Unione Sovietica | 61         | 91             |                |             |  |
|  | Unione Sovietica | Unione Sovietica |                  |                  |            | 91             |                |             |  |
|  | Cecoslovacchia   | Cecoslovacchia   | 76               |                  |            | Terzo Posto    | Terzo Posto    | Terzo Posto |  |
|  | Cecoslovacchia   | Cecoslovacchia   | 76               |                  |            |                |                |             |  |
|  |                  |                  |                  |                  |            |                |                |             |  |
|  |                  |                  |                  |                  |            | Italia         | Italia         | 81          |  |
|  |                  |                  |                  |                  |            | Italia         | Italia         | 81          |  |
|  |                  |                  |                  |                  |            | Cecoslovacchia | Cecoslovacchia | 91          |  |

### Torneo quinto posto
|  | Semifinali  | Semifinali  | Semifinali |         |          | Quinto posto  | Quinto posto  | Quinto posto  |  |
|  |             |             |            |         |          |               |               |               |  |
|  | Bulgaria    | Bulgaria    | 108        |         |          |               |               |               |  |
|  | Bulgaria    | Bulgaria    | 108        |         |          |               |               |               |  |
|  | Paesi Bassi | Paesi Bassi | 85         |         |          |               |               |               |  |
|  | Paesi Bassi | Paesi Bassi | 85         |         | Bulgaria | Bulgaria      | 78            |               |  |
|  |             |             |            |         | Bulgaria | Bulgaria      | 78            |               |  |
|  |             |             | Israele    | Israele | 88       |               |               |               |  |
|  | Israele     | Israele     | Israele    | Israele | 88       | 81            |               |               |  |
|  | Israele     | Israele     |            |         |          | 81            |               |               |  |
|  | Belgio      | Belgio      | 74         |         |          | Settimo Posto | Settimo Posto | Settimo Posto |  |
|  | Belgio      | Belgio      | 74         |         |          |               |               |               |  |
|  |             |             |            |         |          |               |               |               |  |
|  |             |             |            |         |          | Paesi Bassi   | Paesi Bassi   | 104           |  |
|  |             |             |            |         |          | Paesi Bassi   | Paesi Bassi   | 104           |  |
|  |             |             |            |         |          | Belgio        | Belgio        | 89            |  |

### Torneo nono posto
|  | Semifinali | Semifinali | Semifinali |        |           | Nono posto       | Nono posto       | Nono posto       |  |
|  |            |            |            |        |           |                  |                  |                  |  |
|  | Francia    | Francia    | 72         |        |           |                  |                  |                  |  |
|  | Francia    | Francia    | 72         |        |           |                  |                  |                  |  |
|  | Finlandia  | Finlandia  | 73         |        |           |                  |                  |                  |  |
|  | Finlandia  | Finlandia  | 73         |        | Finlandia | Finlandia        | 89               |                  |  |
|  |            |            |            |        | Finlandia | Finlandia        | 89               |                  |  |
|  |            |            | Spagna     | Spagna | 106       |                  |                  |                  |  |
|  | Austria    | Austria    | Spagna     | Spagna | 106       | 84               |                  |                  |  |
|  | Austria    | Austria    |            |        |           | 84               |                  |                  |  |
|  | Spagna     | Spagna     | 88         |        |           | Undicesimo Posto | Undicesimo Posto | Undicesimo Posto |  |
|  | Spagna     | Spagna     | 88         |        |           |                  |                  |                  |  |
|  |            |            |            |        |           |                  |                  |                  |  |
|  |            |            |            |        |           | Francia          | Francia          | 89               |  |
|  |            |            |            |        |           | Francia          | Francia          | 89               |  |
|  |            |            |            |        |           | Austria          | Austria          | 71               |  |

## Semifinali
- 9º - 12º posto

| Liegi 23 settembre 1977 | Austria | 84 – 88 (41-44) | Spagna | Country Hall Liège |

| Liegi 23 settembre 1977 | Francia | 72 – 73 (40-40) | Finlandia | Country Hall Liège |

- 5º - 8º posto

| Liegi 22 settembre 1977 | Bulgaria | 100 – 85 (44-37) | Paesi Bassi | Country Hall Liège |

| Liegi 22 settembre 1977 | Israele | 81 – 74 (50-46) | Belgio | Country Hall Liège |

- 1º - 4º posto

| Liegi 22 settembre 1977 | Italia | 69 – 88 (32-45) | Jugoslavia | Country Hall Liège |

| Liegi 22 settembre 1977 | Unione Sovietica | 91 – 76 (37-38) | Cecoslovacchia | Country Hall Liège |

## Finali
- 11º posto

| Liegi 24 settembre 1977 | Francia | 89 – 71 (45-37) | Austria | Country Hall Liège |

- 9º posto

| Liegi 24 settembre 1977 | Finlandia | 89 – 106 (43-48) | Spagna | Country Hall Liège |

- 7º posto

| Liegi 23 settembre 1977 | Paesi Bassi | 104 – 89 (42-49) | Belgio | Country Hall Liège |

- 5º posto

| Liegi 24 settembre 1977 | Bulgaria | 78 – 88 (47-47) | Israele | Country Hall Liège |

- 3º posto

| Liegi 23 settembre 1977 | Italia | 81 – 91 (37-45) | Cecoslovacchia | Country Hall Liège |

- 1º posto

| Liegi 24 settembre 1977 | Jugoslavia | 74 – 61 (42-27) | Unione Sovietica | Country Hall Liège |

## Classifica finale
| Campione d'Europa | Campione d'Europa | Campione d'Europa |
| --- | ----------------- | --- |
| Jugoslavia4 Papič, 5 Kićanović, 6 Jelovac, 7 Krstulović, 8 Jerkov, 9 Đogić, 10 Slavnić, 11 Ćosić, 12 Radovanović, 13 Varajić, 14 Dalipagić, 15 Delibašić, All. Aza Nikolić |                   | |
| Argento | Unione Sovietica  | Unione Sovietica4 Erëmin, 5 Petrakov, 6 Miloserdov, 7 Sal'nikov, 8 Arzamaskov, 9 Charčenkov, 10 S. Belov, 11 Tkačenko, 12 Myškin, 13 Korkia, 14 Belostennyj, 15 Žigilij, All. Aleksandr Gomel'skij |
| Bronzo | Cecoslovacchia    | Cecoslovacchia4 Nečas, 5 Petr, 6 Konopásek, 7 Ptáček, 8 Kropilák, 9 Bojanovský, 10 Kos, 11 Pospíšil, 12 Klimeš, 13 Brabenec, 14 Douša, 15 Hraška, All. Pavel Petera                                |
| 4 | Italia            | Italia4 Caglieris, 5 Iellini, 6 Carraro, 7 Vecchiato, 8 Della Fiori, 9 Bariviera, 10 Bonamico, 11 Meneghin, 12 Ferracini, 13 Serafini, 14 Marzorati, 15 Bertolotti, All. Giancarlo Primo           |
| 5 | Israele           | Israele4 Nachmias, 5 Schwartz, 6 Goren, 7 Hozez, 8 Keren, 9 Berkovich, 10 Leibowitz, 11 Moskowitz, 12 Kaplan, 13 Marzel, 14 Rothschild, 15 Yanai, All. Ralph Klein                                 |
| 6 | Bulgaria          | Bulgaria4 Arabadžijski, 5 Josifov, 6 Marinov, 7 Šantov, 8 Evtimov, 9 Smočevski, 10 Šarkov, 11 Golomeev, 12 Takev, 13 Kolev, 14 Bogdanov, 15 Pejčev, All. Nejčo Nejčev                              |
| 7 | Paesi Bassi       | Paesi Bassi4 Faber, 5 Dekker, 6 Woudstra, 7 Limmen, 8 Hagens, 9 Kragtwijk, 10 van de Lagemaat, 11 Cramer, 12 Akerboom, 13 Loorbach, 14 Zwiers, 15 Kip, All. Jan Janbroers                          |
| 8 | Belgio            | Belgio4 Stollenberg, 5 Van Poppelen, 6 Van Herzele, 7 Bell, 8 Geerts, 9 Van Den Broeck, 10 Nyitrai, 11 Peeters, 12 Huysmans, 13 Becknel, 14 Mariën, 15 Vermeersch, All. René Mol                   |
| 9 | Spagna            | Spagna4 Brabender, 5 de la Cruz, 6 Fernández, 7 Cabrera, 8 Santillana, 9 Filbá, 10 Prada, 11 Corbalán, 12 Rullán, 13 Margall, 14 Sagi-Vela, 15 Flores, All. Antonio Díaz-Miguel                    |
| 10 | Finlandia         | Finlandia4 Sarkalahti, 5 Kasko, 6 Sten, 7 Taponen, 8 Zitting, 9 Lignell, 10 Mäntynen, 11 Rauramo, 12 Koskinen, 13 Mahlamäki, 14 Laitinen, 15 Saaristo, All. Robert Petersen                        |
| 11 | Francia           | Francia4 White, 5 Vacher, 6 Gilles, 7 Larrouquis, 8 Durand, 9 Dobbels, 10 Bisséni, 11 Dubuisson, 12 Lamothe, 13 Cachemire, 14 Beugnot, 15 Duquesnoy, All. Pierre Dao                               |
| 12 | Austria           | Austria4 Vlk, 5 Miklas, 6 Slavíček, 7 Bilik, 8 Poiger, 9 Watzke, 10 Tecka, 11 Meisinger, 12 Zimmel, 13 Fuchs, 14 Wolf, 15 Haselbacher, All. Ján Hluchý                                             |

## Premi individuali

### MVP del torneo
- Dražen Dalipagić

### Miglior quintetto del torneo
- Playmaker:  Zoran Slavnić
- Guardia tiratrice:  Miki Berkovich
- Ala piccola:  Dražen Dalipagić
- Ala grande:  Kees Akerboom
- Centro:  Atanas Golomeev